# Wilhelm Schulte (Politiker)
Wilhelm (Willy) Schulte (* 26. Juli 1904 in Bad Salzuflen; † 12. Oktober 1948 in Schöningen) war ein deutscher Politiker (SPD).
Schulte war der Sohn eines Schlossermeisters. Er besuchte die Volksschule und machte ebenfalls eine Schlosserlehre. Schulte, der evangelischer Konfession war, war verheiratet. Er lebte als Heizungsmonteur in Ehrsen (Lippe). Bei der Landtagswahl in Lippe 1929 kandidierte er auf Platz 12 der SPD-Liste und wurde nicht gewählt. 1933 kandidierte er auf Platz 11 der Liste. Am 29. Mai 1933 rückte er für August Linne in den Landtag nach. Zu diesem Zeitpunkt wurde nach der Machtergreifung der Nationalsozialisten den gewählten Landtagsabgeordneten der SPD der Zutritt zum Landtag verweigert. Mit dem Verbot der SPD am 22. Juni 1933 im Reich und am 23. Juni 1933 in Lippe verlor er formal sein Landtagsmandat.